# Архимандрит Рафаило (Топаловић)
Рафаило (световно Бошко Топаловић; Коњевићи, код Чачка, 12. новембар 1899 — Манастир Никоље Кабларско, 18. јун 1982) био је православни архимандрит и игуман Манастира Никоља Кабларскога.

## Биографија
Игуман Рафаило рођен је 12. новембара 1899. године у селу Коњевићима код Чачка, од благочестивих родитеља Недељка и Милунке Топаловић, који су му дали име Бошко. Имао је шесторо браће и сестара. Завршио је четвороразредну основну школу, и живео бавећи се пољопривредом у породичној задрузи са својим братом од стрица Александром. Када је одслужио војску, оженио се девојком по имену Миљана, с којом је имао два сина и четири кћери. Васпитавали су их у науци и страху Господњем.
Чим се окончао Први светски рат, брат Бошко се прикључио богомолничком покрету. Његова кућа постала је тврђава поста, молитве и покајања, па су се у њој окупљали богомолници овога краја. У дом оца Рафаила свраћао је и Свети владика Николај Велимировић, који је овог честитог Србина изабрао себи за помоћника и послужника. Задавао му је најделикатније задатке, а он их је испуњавао са великом радошћу и хришћанским смирењем.
Владика је умолио и његову супругу Миљану да му дозволи да оде у монаштво.
Када су сељаци Коњевића решили да подигну цркву посвећену Светима Константину и Јелени, опет се брат Бошко највише ангажовао у скупљању прилога. Ишао је по саборима и црквеним славама, свраћао у побожне куће; прилози су брзо сабрани, храм саграђен, а владика Николај га је освештао 1934. године, уз велико духовно славље. Нарочито се брат Бошко истакао у помоћи Светом Николају Жичком приликом обнављања монашког живота у Манастир Јовању у Овчарско – кабларској клисури. Ту је, из манастира Калишта у данашњој Македонији, године 1936. стигао славни архимандрит Рафаило Хиландарац. Благослов Владике Николаја је био да у Јовању живе само монахиње – девственице, и да се држи целокупно светогорско монашко правило. Бошко Топаловић се свим бићем посветио служењу јовањском сестринству. Духовно га је руководио отац Рафаило Хиландарац, по коме ће касније узети име на монашењу.
Октобра 1941. године док је скупљао прилоге за Манастир Јовање, Бошко Топаловић буде ухапшен од стране Немаца, који су у то време водили тешке борбе против четника и партизана. Због дуже косе и браде коју је носио, оптуже га да је четник. Претило му је стрељање. Спасиле су га молитве јовањских и љубостињских сестара, као и интервенција Владике Николаја, који је у то време био заточен у Манастиру Љубостињи. Бошко Топаловић је замонашен у Јовању на Преображење 1949. године. Отац Васијан Мишић из Манастира Преображења дао му је име Рафаило. Митрополит скопски Јосиф Цвијовић, администратор жички, рукоположио га је за јеромонаха на Велику Госпојину те исте године.
Године 1954. сестринство је прешло у Манастир Никоље Кабларско, јер су комунистичке власти решиле да, зарад изградње бране на Морави, поруше старо Јовање. Тако се отац Рафаило нашао у Никољу; помагао је, колико је могао, изградњу Новог Јовања. На другом месту подвизавања добио је још једно послушање – да буде парохијски свештеник за Рошце и околна села.
У Господу је уснуо 18. јуна 1982. године за време проскомидије у олтару цркве Манастира Никоља Кабларскога.